# Sui (ethnie)
Cet article concerne le peuple sui. Pour la langue sui, voir Sui (langue).
Pour les articles homonymes, voir Sui.

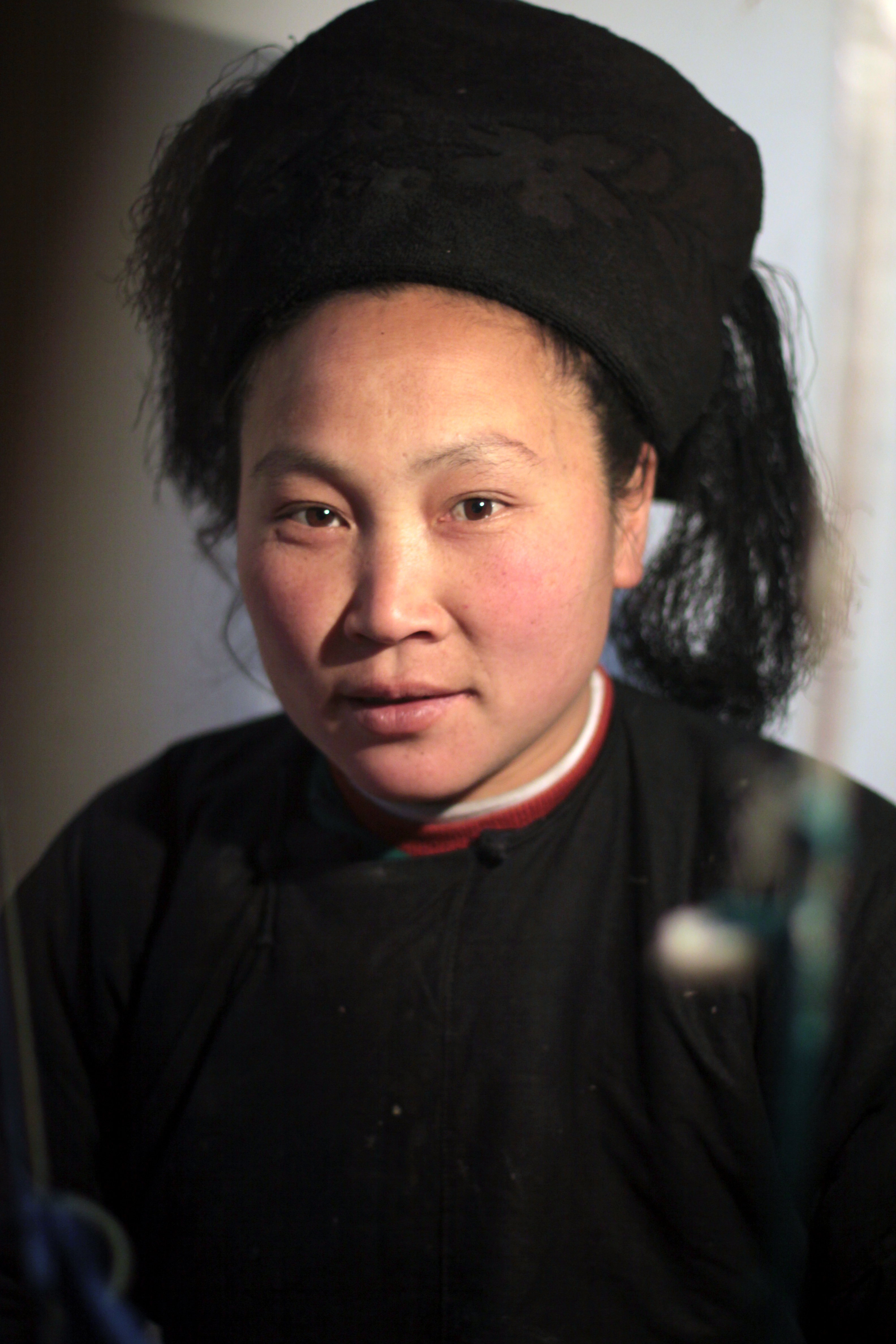
Femme shui.

Les Sui (ou Shui) sont un groupe ethnique. Ils constituent l'un des 56 groupes ethniques officiellement identifiés par la république populaire de Chine. Ils étaient un peu plus de 400 000 à la fin du XXe siècle.